# Humno

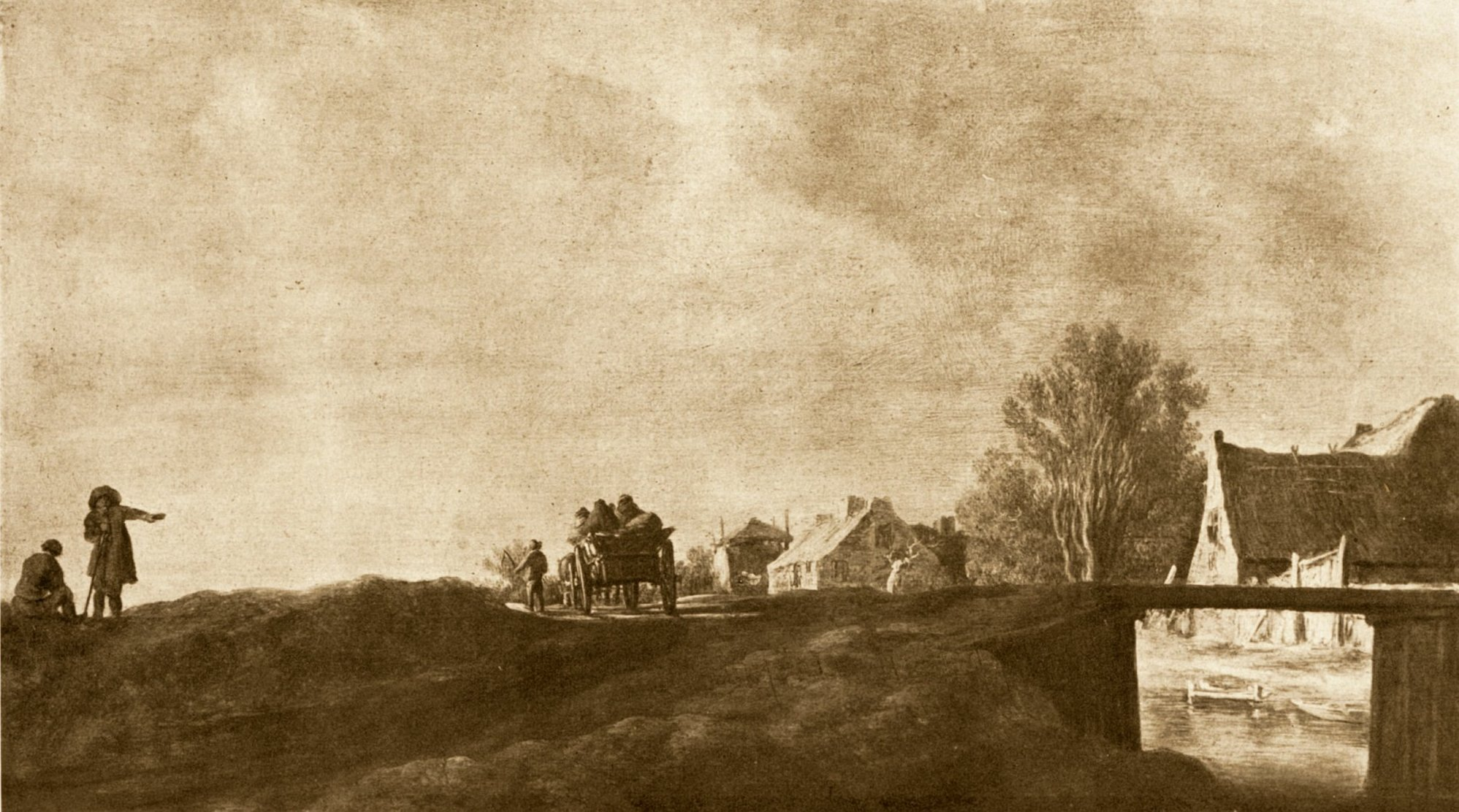
Jan van Goyen: Za humny, Holandsko, 1628

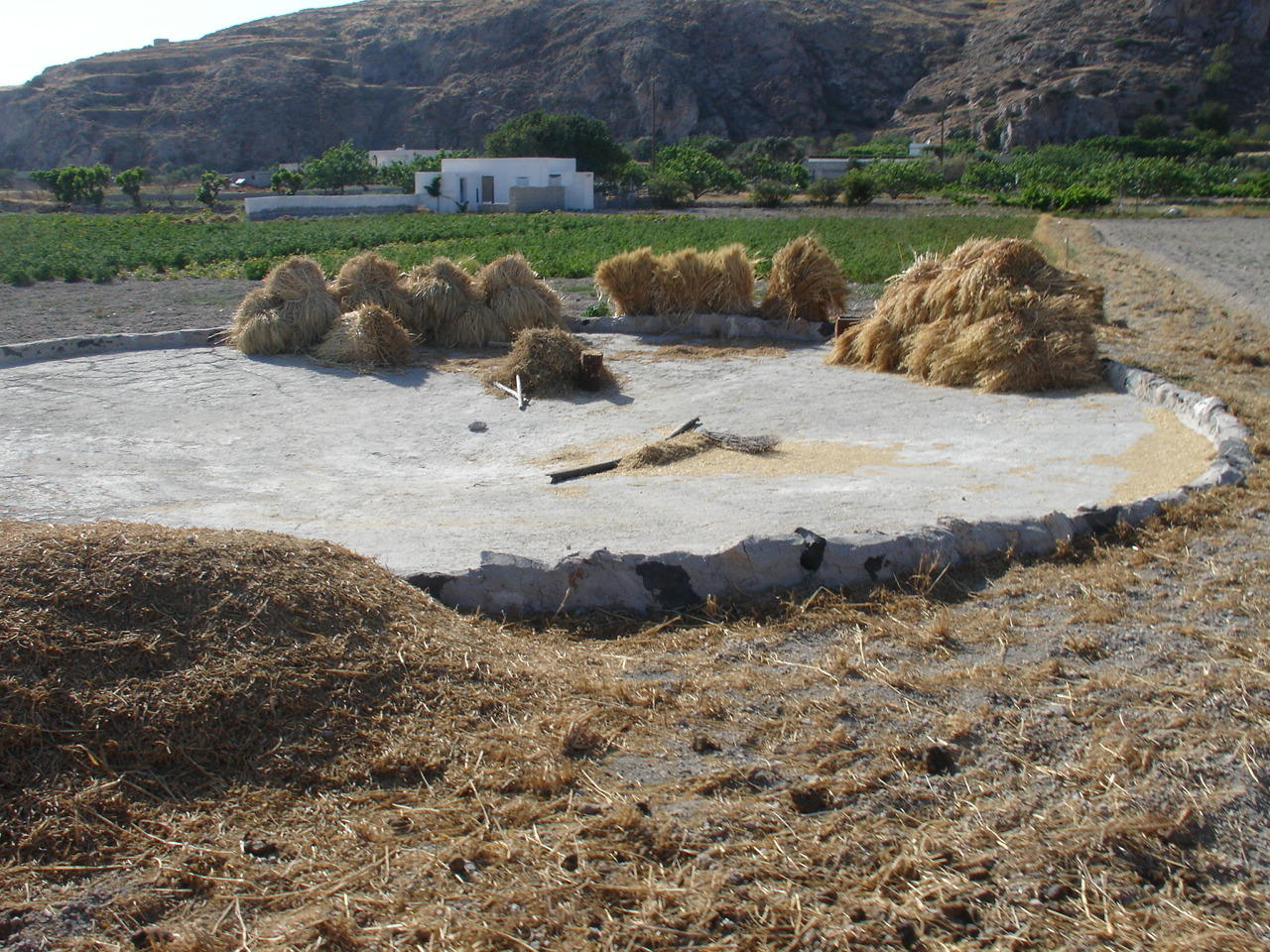
Nekrytý mlat v Řecku

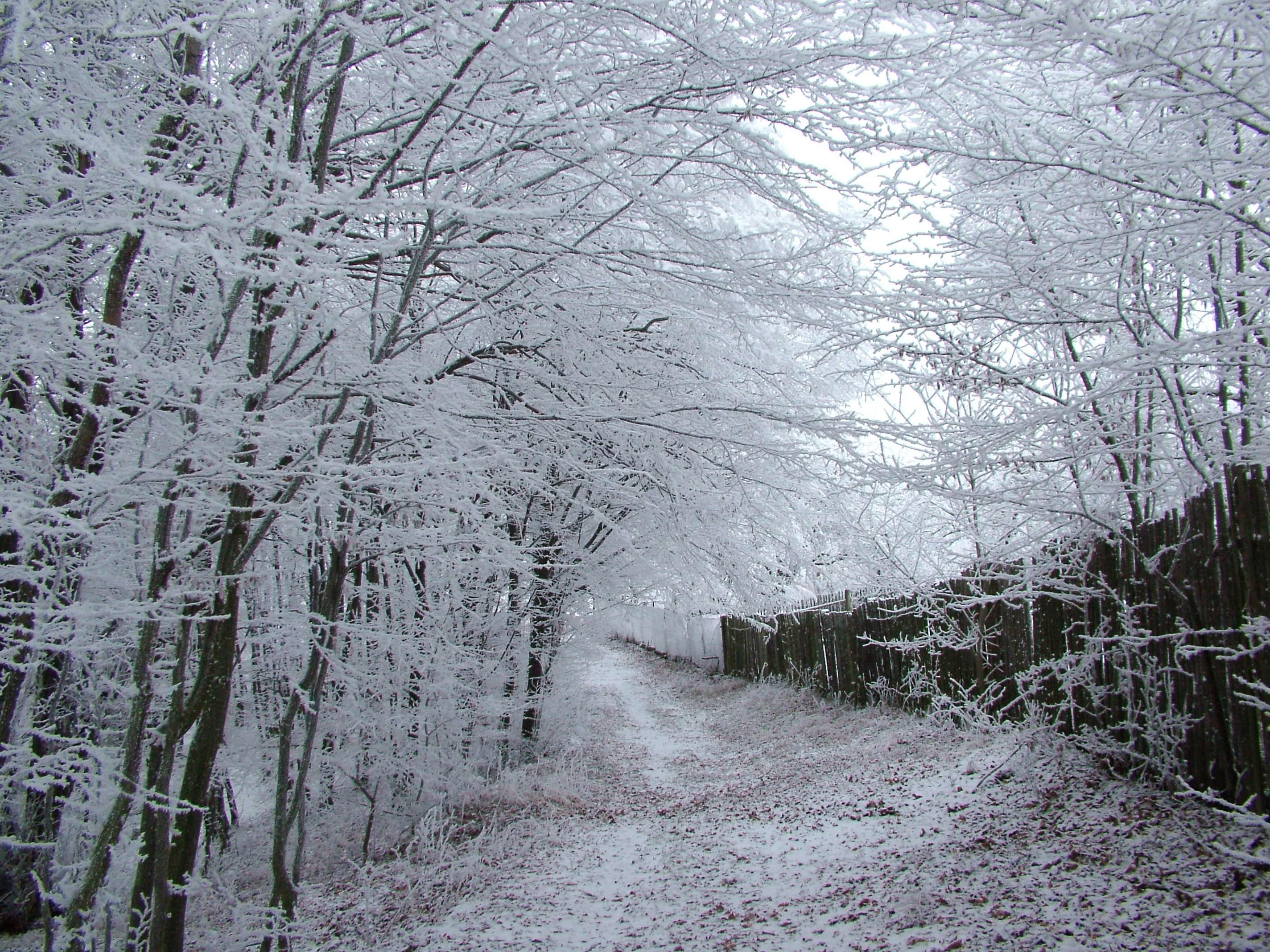
Cesta podél lesa za humny v Bítově na Znojemsku

Humno je původně mlat, tedy prostor k mlácení obilí, zpevněný udusanou hlínou. Nejdříve se jako humna používala místa pod širým nebem, později mlat ve střední části stodoly, na Moravě a jižním a západním Slovensku se slovem humno označuje celá stodola. Podle Rejzkova etymologického slovníku není původ tohoto prastarého slova (pův. gumno) zcela zřejmý, avšak nejčastěji je vykládán jako složenina ze slov označujících dobytek (hovada) a mačkání či šlapání (srovnej mnout), vzhledem k původní slovanské technologii výmlatu, kdy se po obilí nechal šlapat dobytek. Označuje se tak též místnost ke skladování ječmene (nebo sladu) v pivovaru či sladovně.
Výraz „humna“ či „za humny“, převážně v pomnožném tvaru, přešel na přírodní prostředí vesnice za stodolami, přechod mezi zastavěným územím a volnou krajinou, kde byl pás sadů a zahrad nebo polní cesta a polnosti. Někdy tak byl označován prostor mezi domem a sadem, jindy až prostor za zahradami. Při ulicovém typu vsi tvoří humna jednotlivých usedlostí ucelený pás. Humna byla často využívána k pasení hus a kachen, ohrazená humna („rajčůr“) i k chovu koz, ovcí, či telat. Humna byla také oblíbeným místem pobytu a setkávání vesnických dětí a mládeže.
Slovo se promítlo do mnoha místních a pomístních názvů, například Humny, Humňany, Humenné, v řadě obcí je ulice s názvem Za Humny, Pod Humny, Do Humen, Na Humnech, V Humnech, Humno, Obecní humno, Humna a podobně.